# Les Allues
Les Allues (in italiano Allodia, in arpitano Los Alués) è un comune francese di 1 932 abitanti situato nel dipartimento della Savoia della regione dell'Alvernia-Rodano-Alpi.
Il comune è particolarmente famoso per la presenza della stazione sciistica Méribel.

## Società

### Evoluzione demografica
Abitanti censiti